# Niclas Strand
Leif Niclas Strand, född 24 januari 1974 i Västra Vingåker, är en svensk skådespelare och underhållare.

## Biografi
Strand är utbildad på Calle Flygare Teaterskola 1999–2001. Han har medverkat i Stockholms Operettensemble som bland annat Greve Boni i Csardasfurstinnan och har även spelat titelrollen i Burroughs (2006) med teatersällskapet Doktor Benway Presenterar. 
Han debuterade på Arbisteatern i Norrköping 1991 och var även en drivande kraft bakom Vingåkersrevyn, som gjorde sin första uppsättning 1992. Sedan dess har han gjort otaliga rolltolkningar på lokalrevyer i Mälardalen. Han har även under flera år, med start år 2000, medverkat i Berit Carlbergs sommarlustspel vid Wendela Hebbes hus i Södertälje. Han medverkade under 2007 i Fredriksdalsteaterns uppsättning Den stora premiären i Helsingborg och på Intiman i Stockholm. Han spelade under hösten 2008 med i Artist Respons uppsättning Gycklaren - Nils Poppe 100 år med premiär i Lomma den 20 september. De senaste åren har Strand mest spelat sommarteater. 2012 och 2013 spelade han "Sonen" i August Strindbergs Pelikanen, första året på Poppegården i Domsten och sommaren därpå i Södertälje. Sommaren 2014 stod han på Mälarhöjdens Friluftsteaters nybyggda scen som Charleys Tant och sommaren 2015 återkom han till Poppegården som H.C. Andersen i uruppförandet av Spegelbilder av Anders Wällhed.  
Strand är gift med skådespelerskan Mia Poppe och tillsammans ingår de i ett antal kulturkonstellationer i Mälardalen, främst i krogshowgruppen "Widén-Strand-Poppe", vars julkonserter har blivit en årlig tradition i vingåkerssonens hembygd. Makarna Strand-Poppe var även drivande krafter i startandet av Mälarhöjdens friluftsteater i södra Stockholm sommaren 2013. Sedan 2018 är paret också en av drivkrafterna bakom att få Vingåkers Folkets park att blomstra med många kulturevenemang igen.

## Teater

### Roller (ej komplett)
| År   | Roll                   | Produktion                   | Regi         | Teater                   |
| ---- | ---------------------- | ---------------------------- | ------------ | ------------------------ |
| 2017 | Menige Teofil "Lillen" | Soldat Fabian Bom Nils Poppe | Ulf Dohlsten | Vallarnas friluftsteater |